# Apogonia kyulomensis
Apogonia kyulomensis är en skalbaggsart som beskrevs av Kobayashi 2010. Apogonia kyulomensis ingår i släktet Apogonia och familjen Melolonthidae. Inga underarter finns listade i Catalogue of Life.